# Tartarogryllus
Tartarogryllus is een geslacht van rechtvleugeligen uit de familie krekels (Gryllidae). De wetenschappelijke naam van dit geslacht is voor het eerst geldig gepubliceerd in 1940 door Tarbinsky.

## Soorten
Het geslacht Tartarogryllus omvat de volgende soorten:
- Tartarogryllus atlantis Chopard, 1943
- Tartarogryllus bidentatus Roy, 1969
- Tartarogryllus cyrenaicus Werner, 1908
- Tartarogryllus fadlii Defaut, 1987
- Tartarogryllus jakesi Chopard, 1968
- Tartarogryllus nigericus Chopard, 1961
- Tartarogryllus rungsi Morales-Agacino, 1947
- Tartarogryllus sandanski Andreeva, 1982
- Tartarogryllus tartarus Saussure, 1874
- Tartarogryllus vicinus Chopard, 1968